# 盛り付け

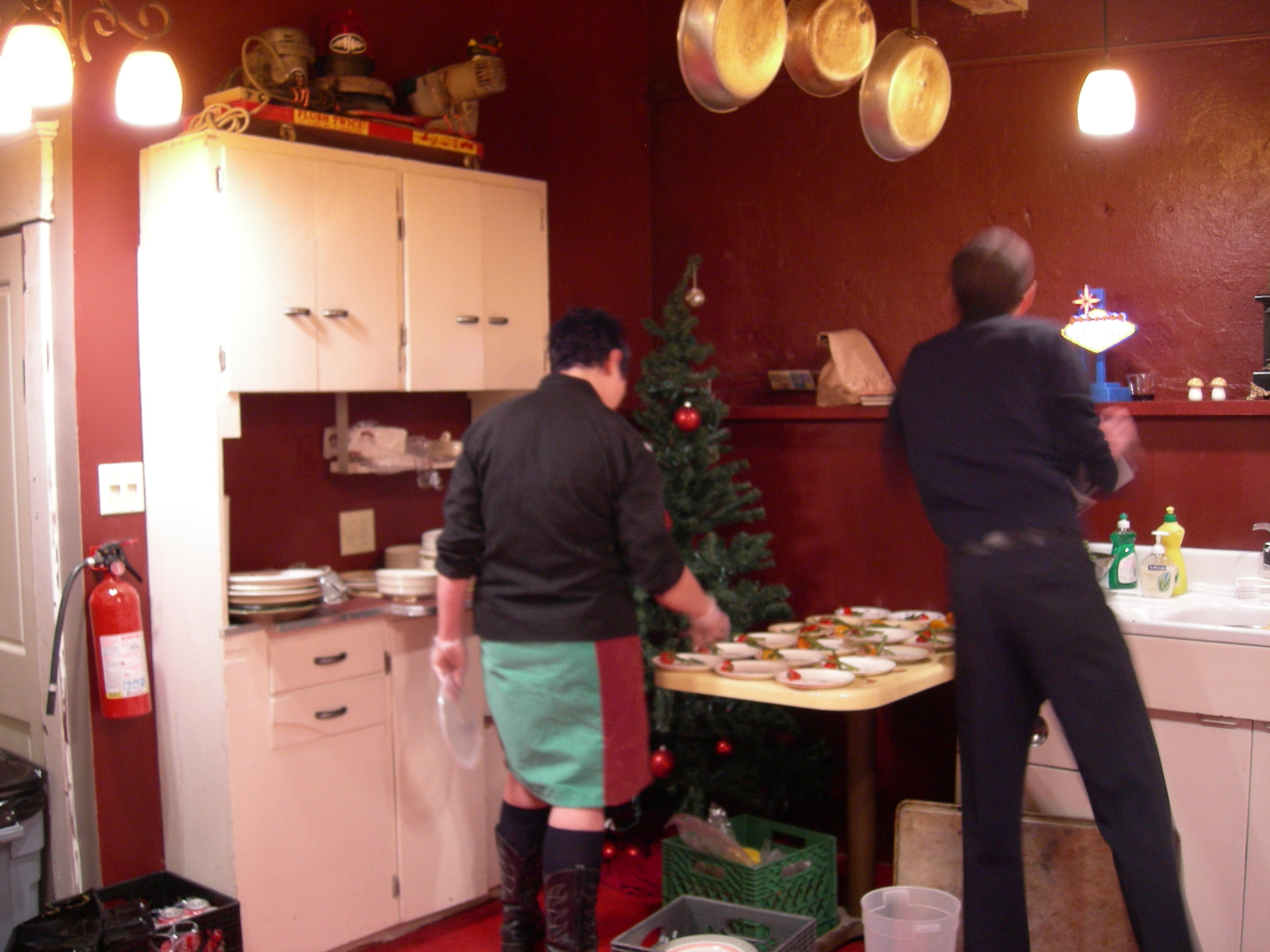
厨房

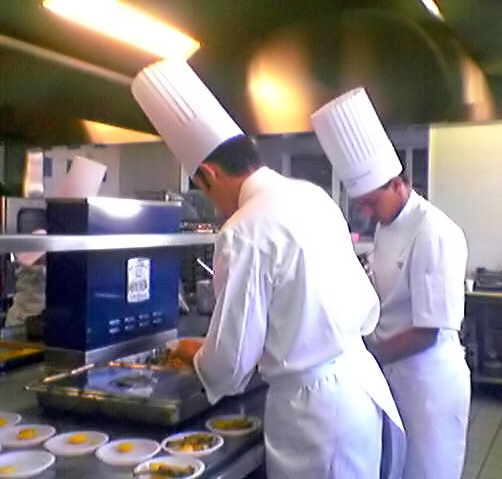
料理学校

盛り付け（もりつけ）は、完成した料理を食器に盛ること。この際、素手（衛生手袋着用の場合も）や、菜箸・真魚箸・トング・スプーン・ターナーなどのほか、ディッシャーのような特殊な器具を用いることもある。
盛り付け次第で、料理に付加価値が生まれるという指摘もある。彩り豊かな食材の組合せ（食器の色とのバランスも重要視される）を元に、清潔感があり食欲をそそるような構成・配置によって、視覚的効果が期待できる。
具体的には、特に小鉢ものは中心が高くなるようになど、立体的な盛り付け方法が一例として挙げられる。
また、メニューによっては、盛り付け時の美しさを引き出し保つために、ゼラチンを活用することなどもある。

## 様々な盛り付け
合せ盛り、盛り合わせ
複数の料理を１つの器に盛る。
大盛り、山盛り、回し盛り
通常より多く料理を盛ること。
御高盛り
椀に高く盛った飯。産飯、夫婦固めの飯、盛り切り飯。
切り盛り
ほどよく料理を器に盛る。
山水盛り
刺身を奥を高く手前を低く風景のように盛り付ける。
姿盛り
魚等をもとの姿のように盛り付ける。刺身の場合は姿造り。
天盛り
盛りつけた料理の上に、仕上げにショウガや海苔、ユズなどを少量盛ること。
舟盛り
イセエビの尾を立てて船に見立てる。または、刺身を船形の器に盛ること。
かいしき（苴・掻敷・皆敷）
食器に、紙や葉を敷いて、そのうえに盛り付けること。てんぷらなどの揚げ物には奉書紙（紙かいしき）が用いられる。葉らん、ゆずりは、（青）もみじ、なんてんなど植物の場合は、青かいしきといい、季節感がおもんじられる。
女体盛り

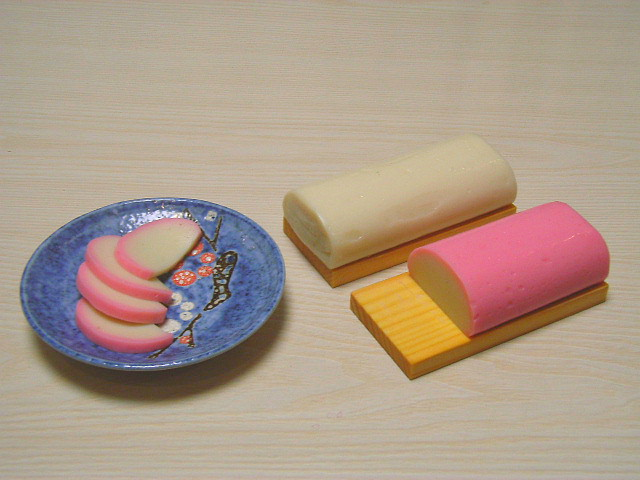
少しずらして並べた蒲鉾
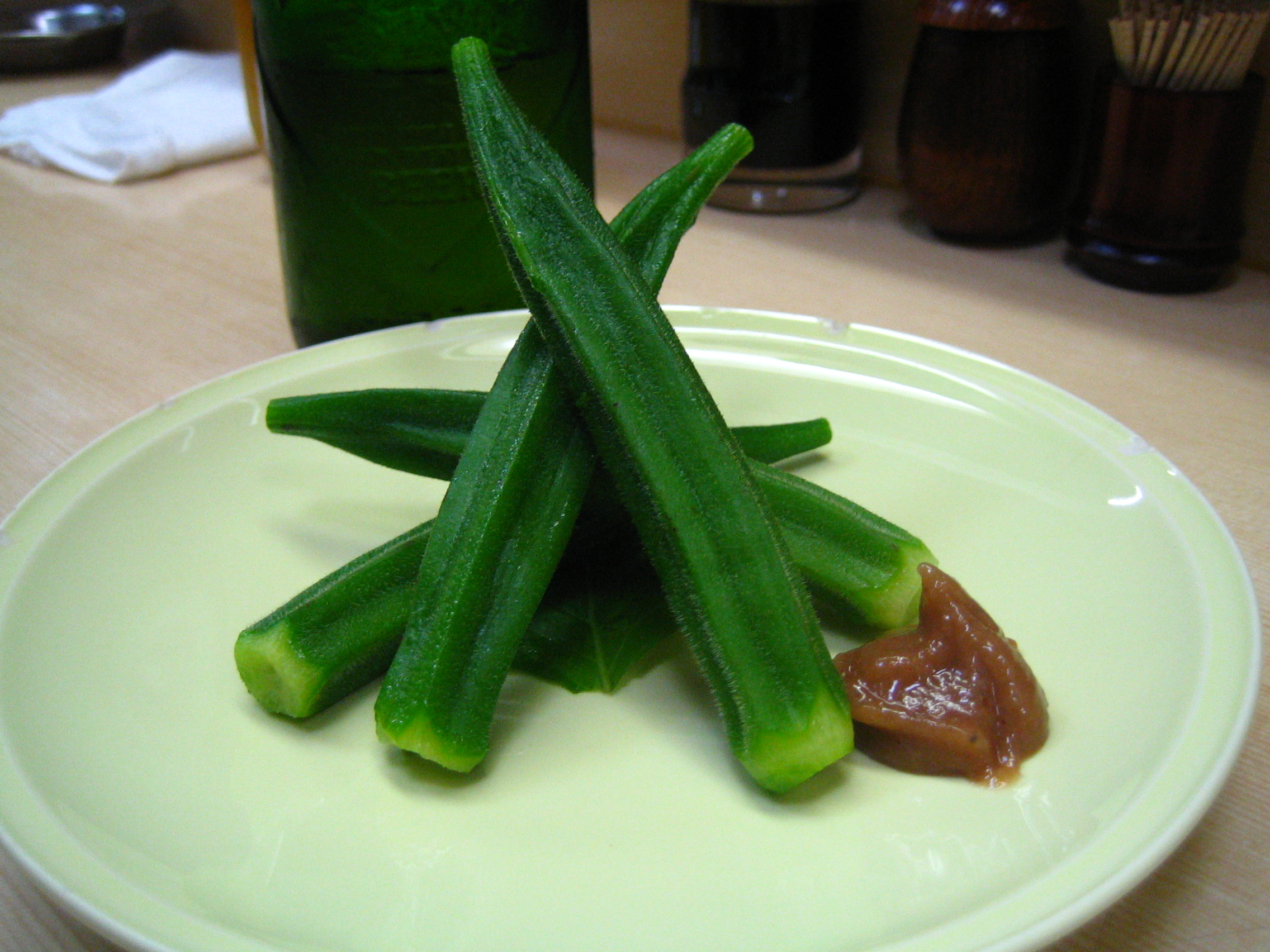
緑系と赤系で補色効果（オクラと梅干し）
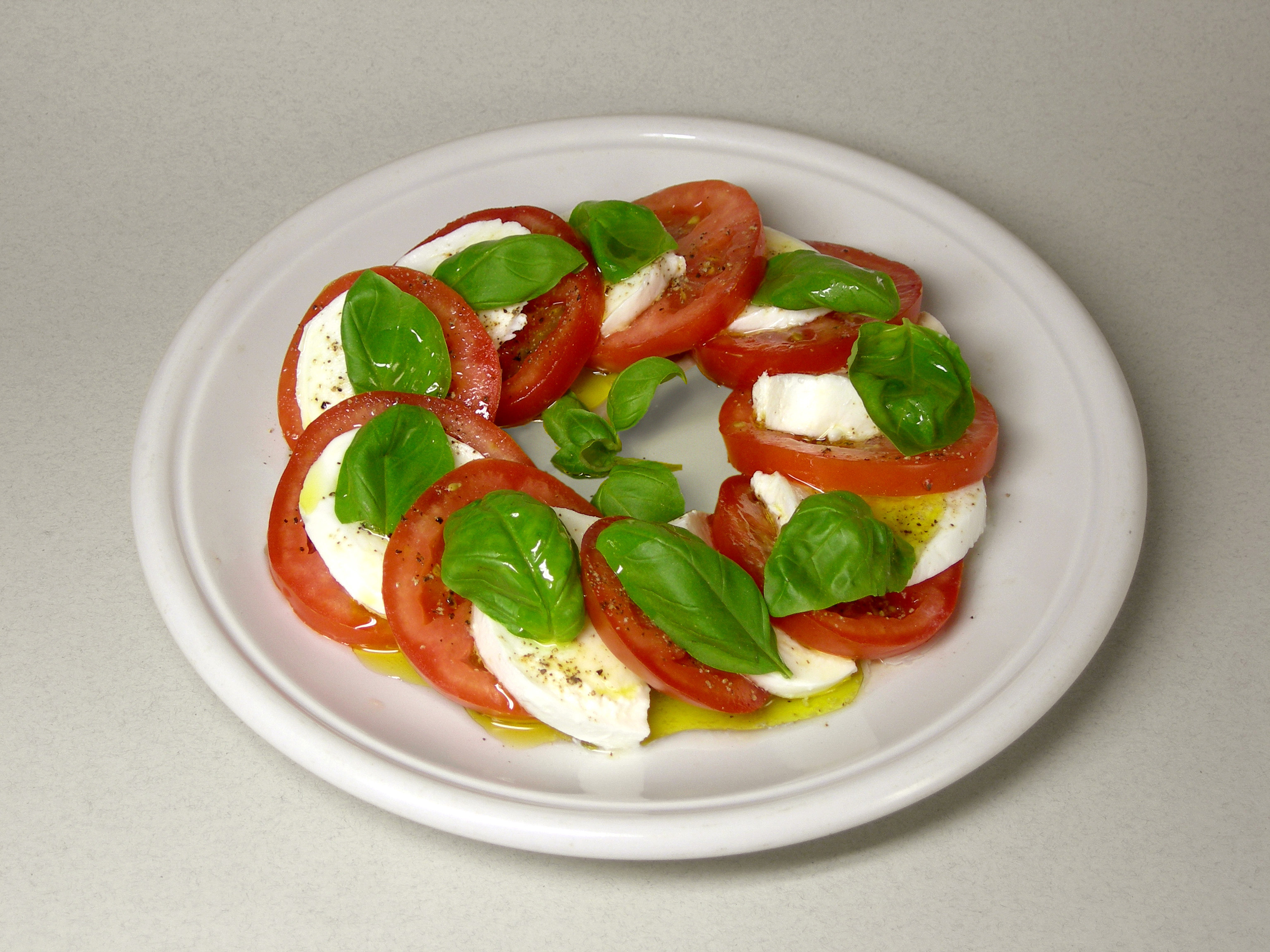
同じく補色で右回り
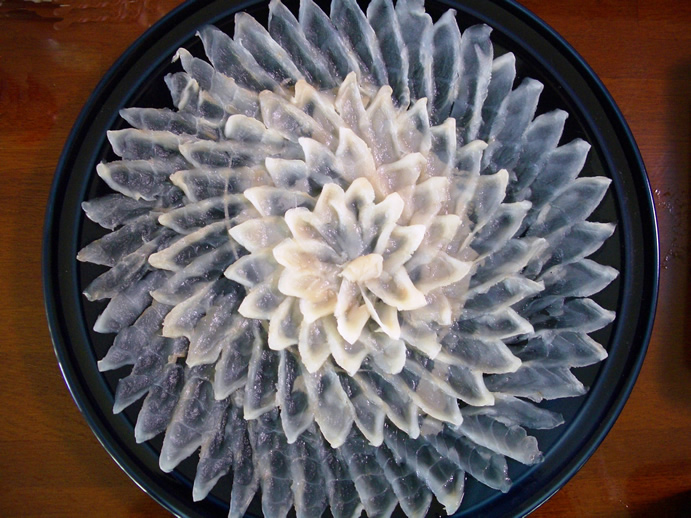
器の色とのハイコントラスト（フグ刺）
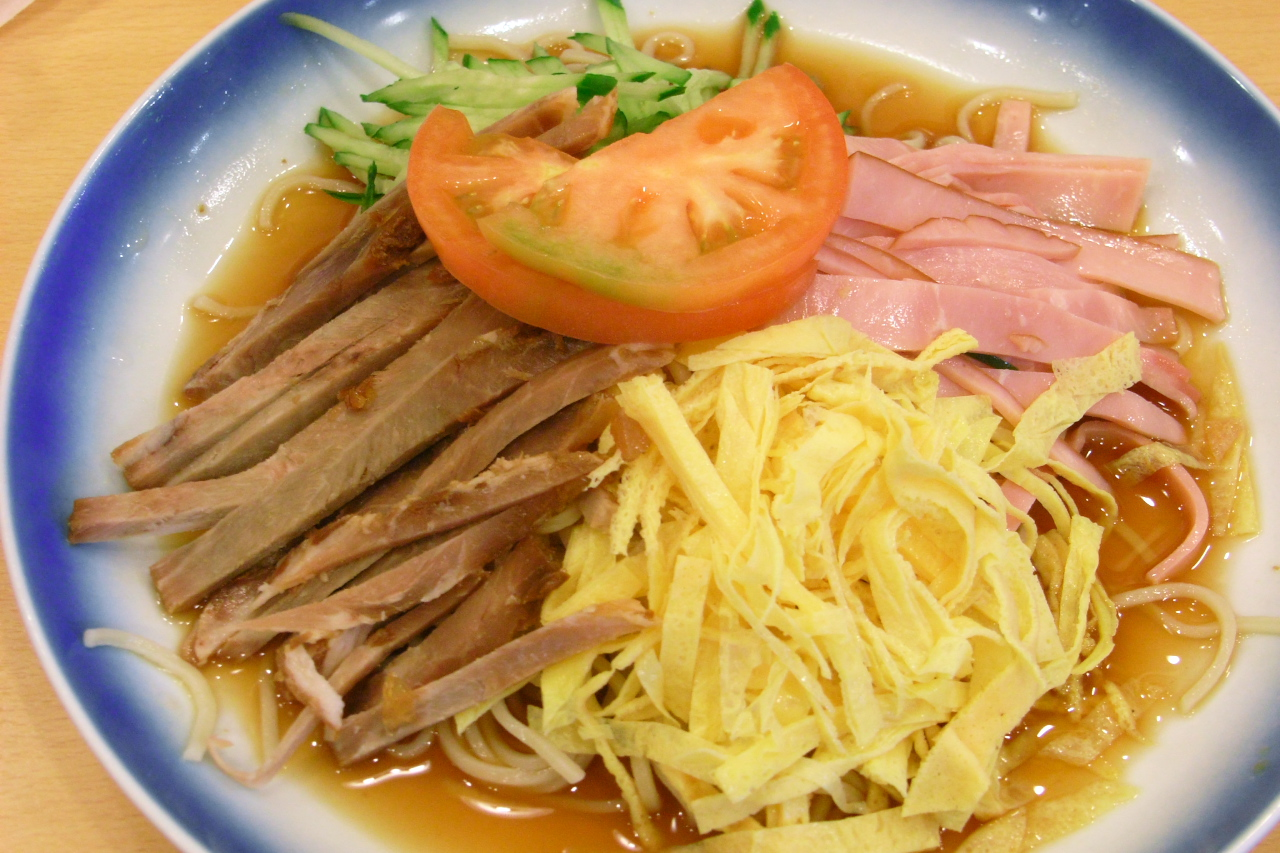
冷やし中華（蓬萊551麺）
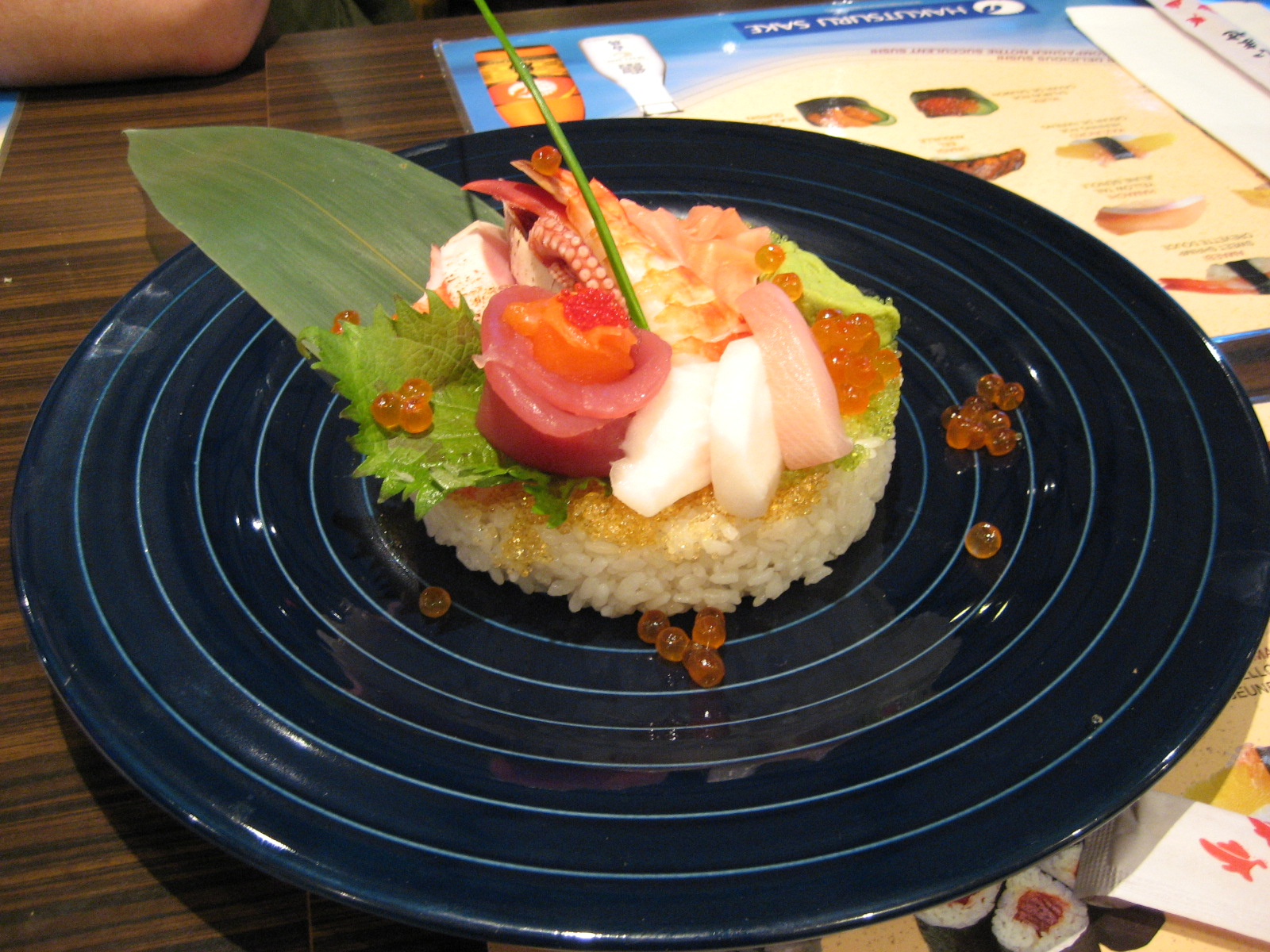
皿に余白を多くとったちらし寿司
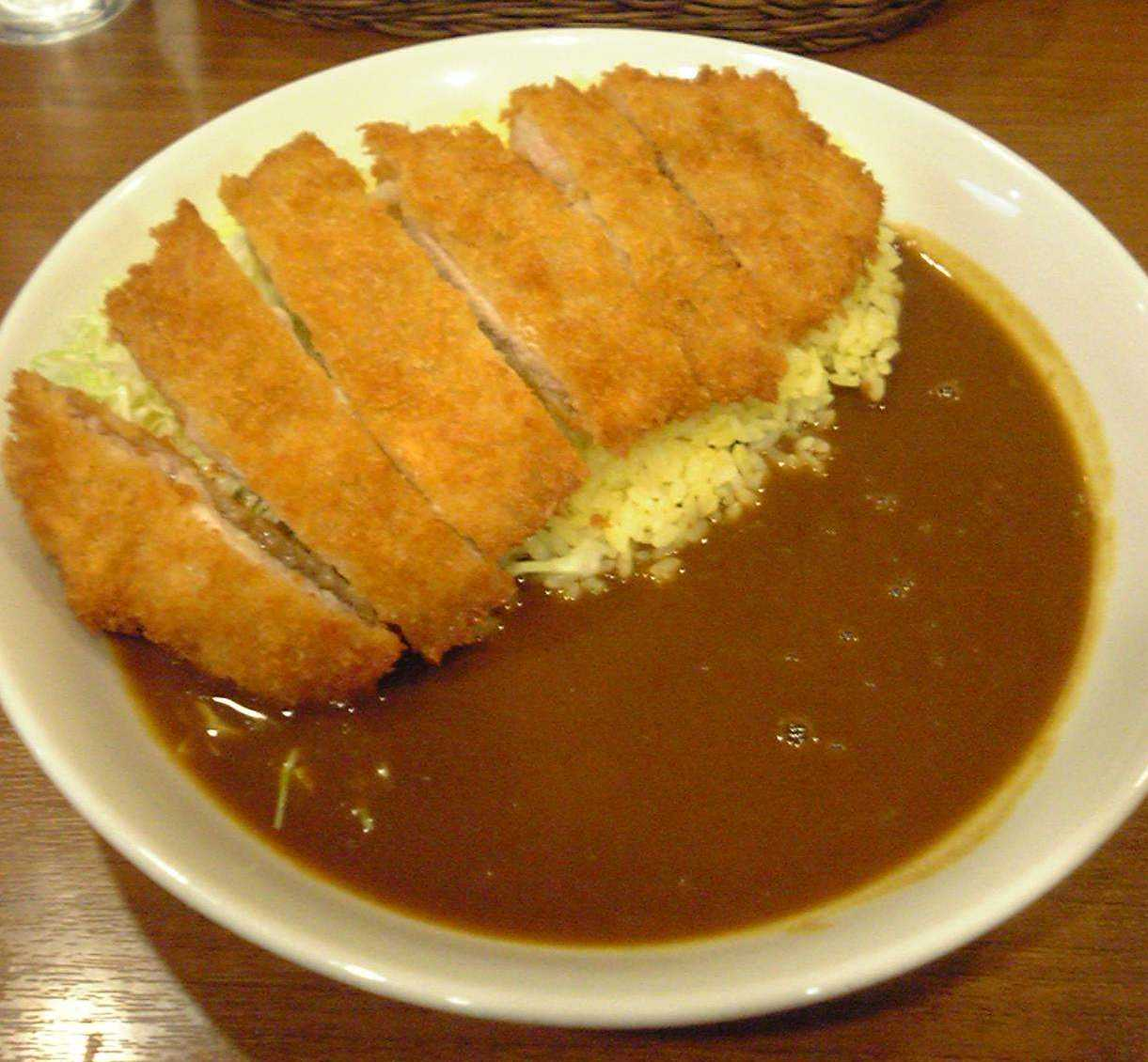
カツ・カレーはどちらも主役級なため、様々な盛り付けのバリエーションがある
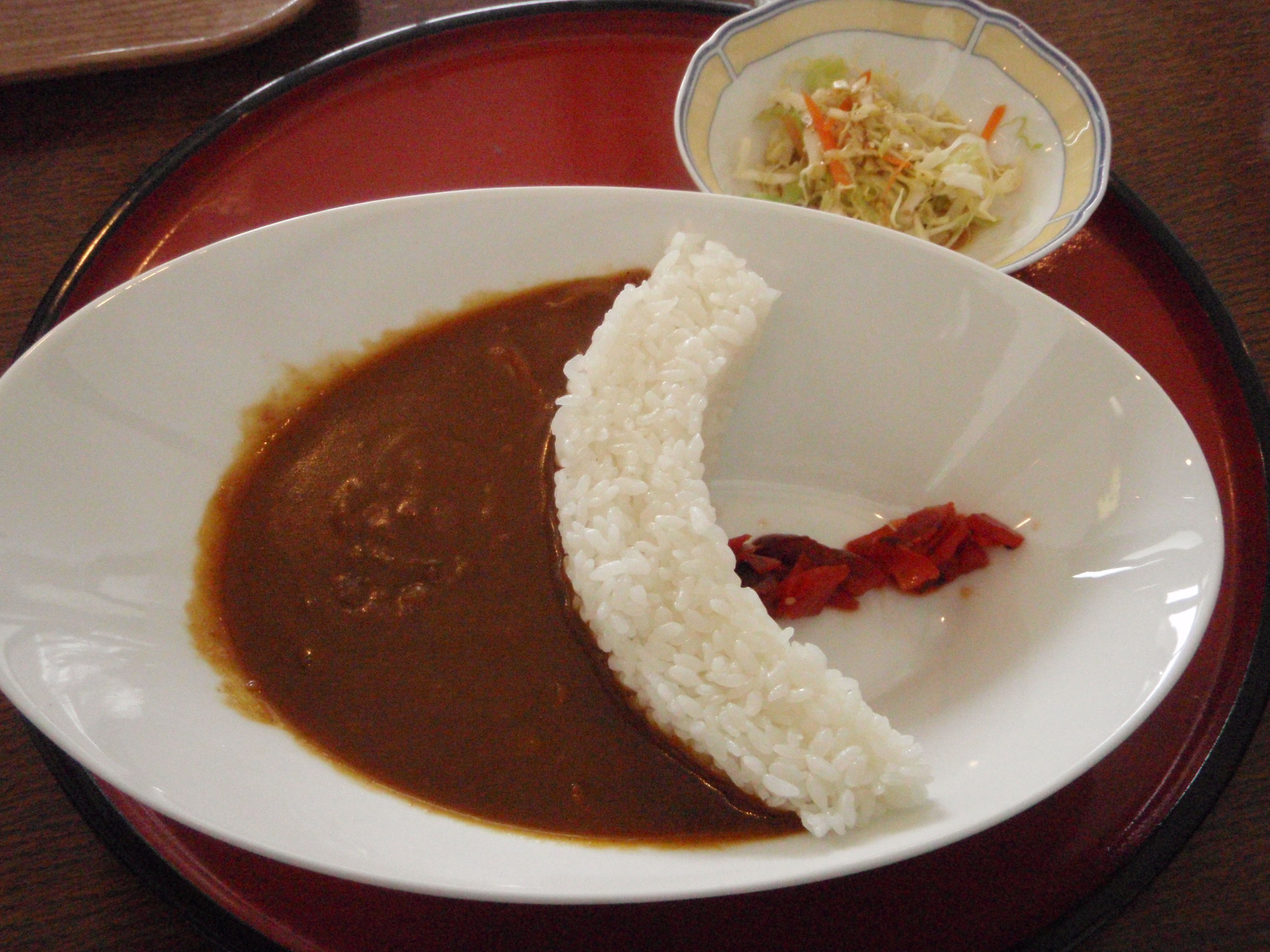
みなかみダムカレー（アーチ式ダム版[9]）
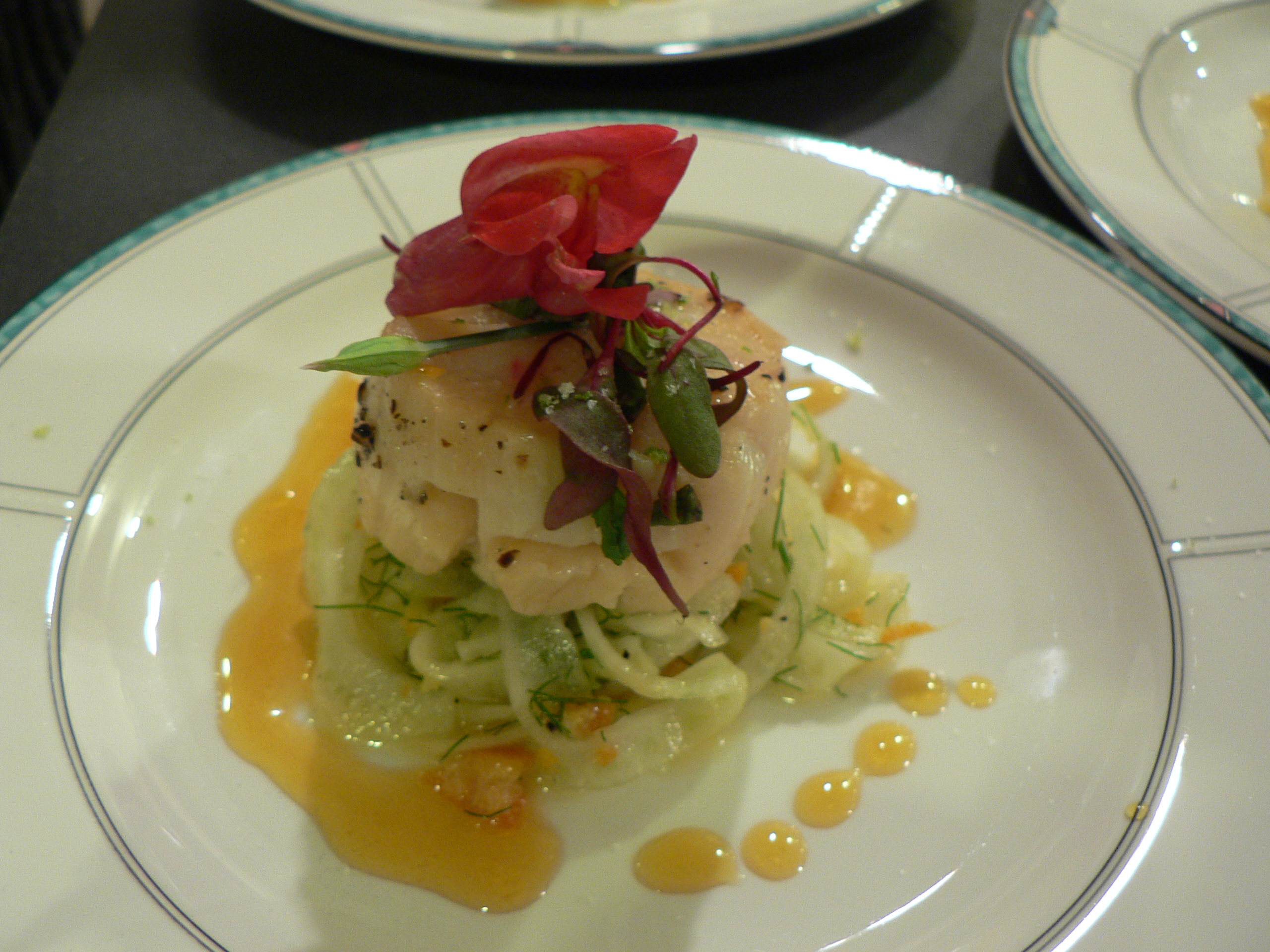
小高く立体的な盛り付け（ヌーベルキュイジーヌ）
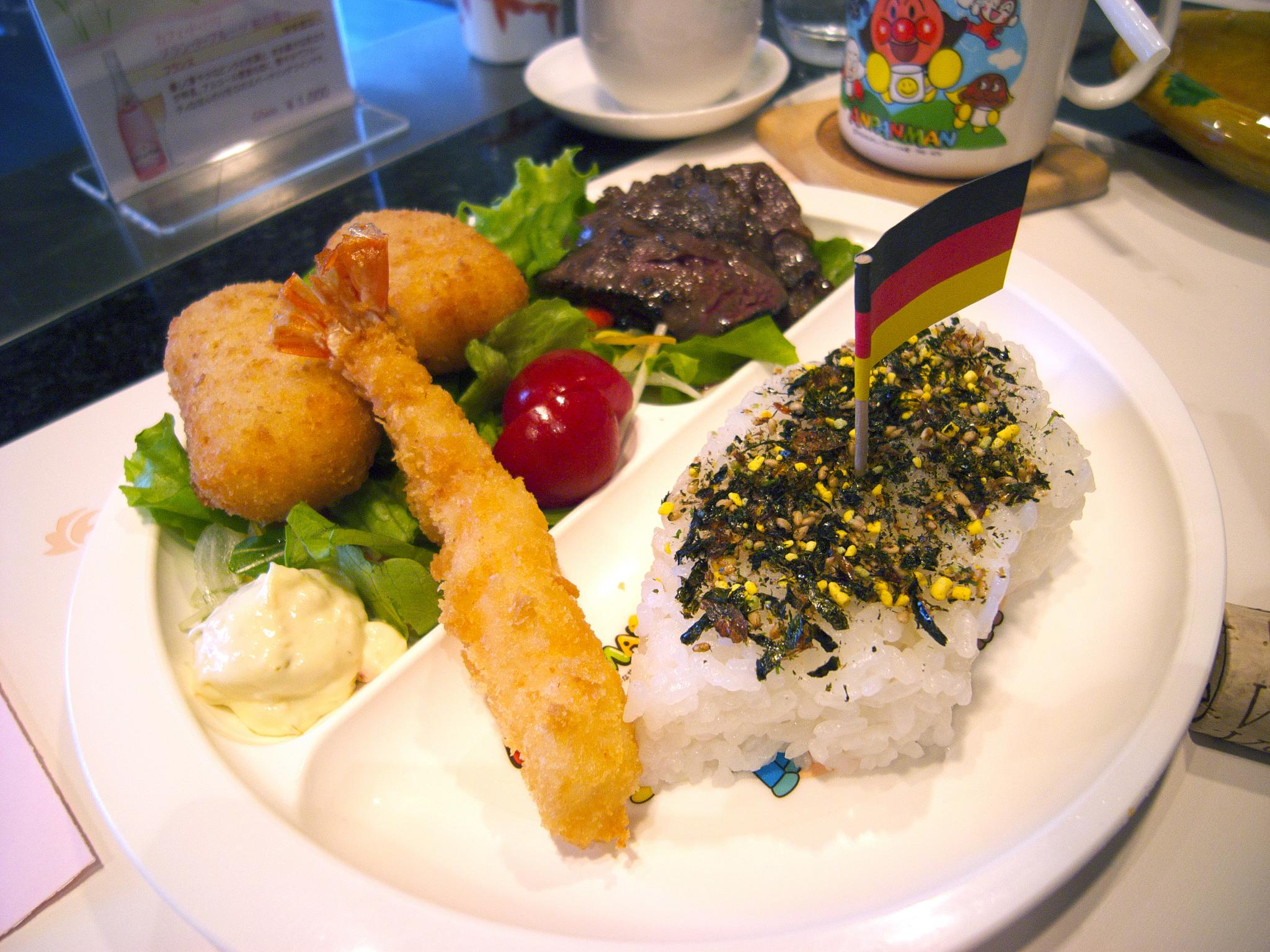
お子様ランチ
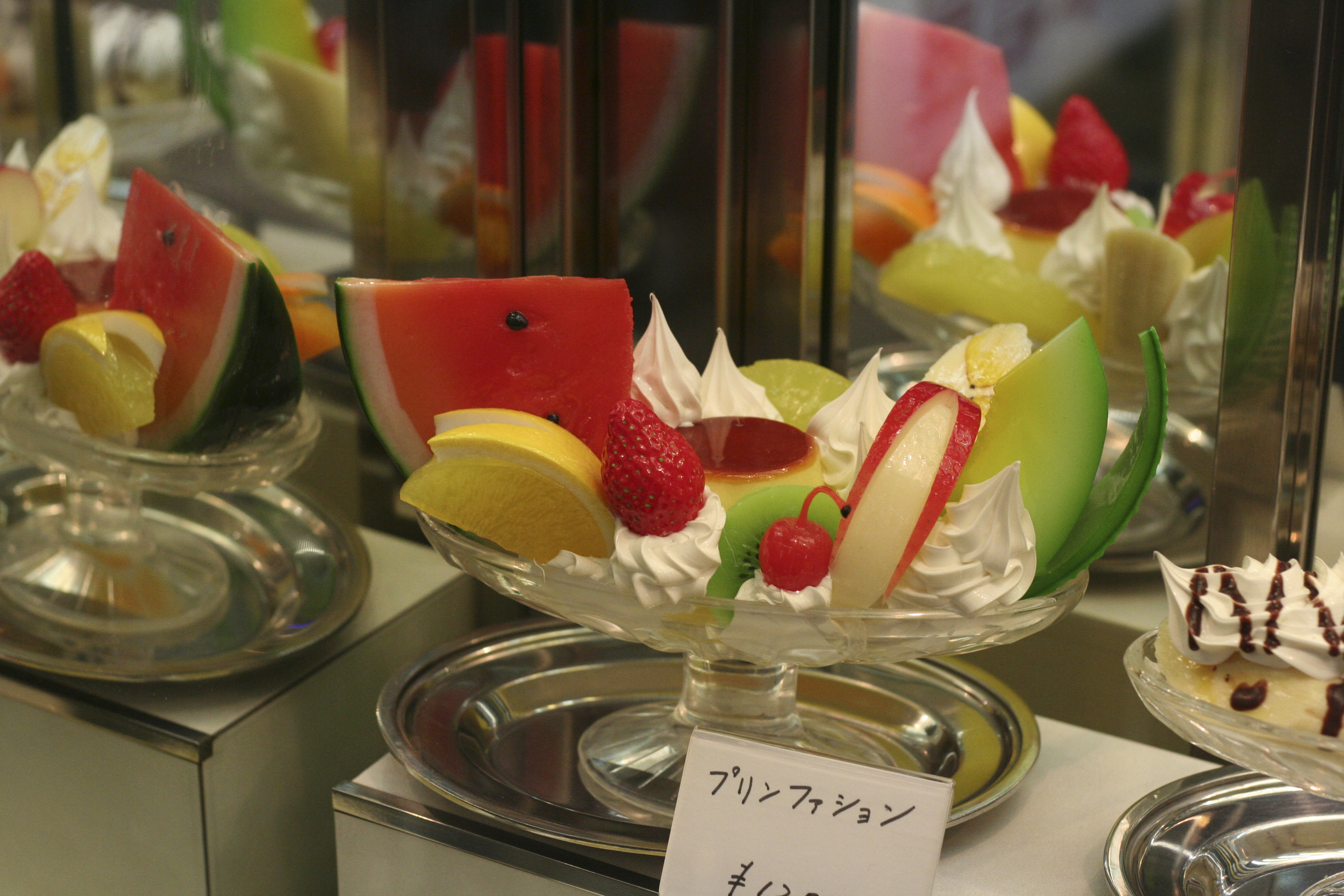
プリンファション（食品サンプル）

食器別

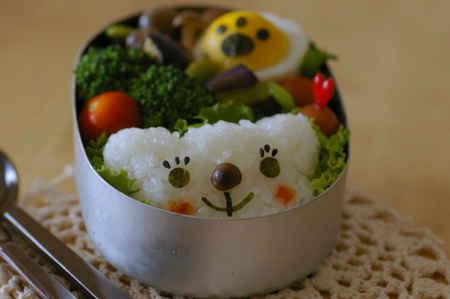
ぎっしり高密度（キャラ弁）
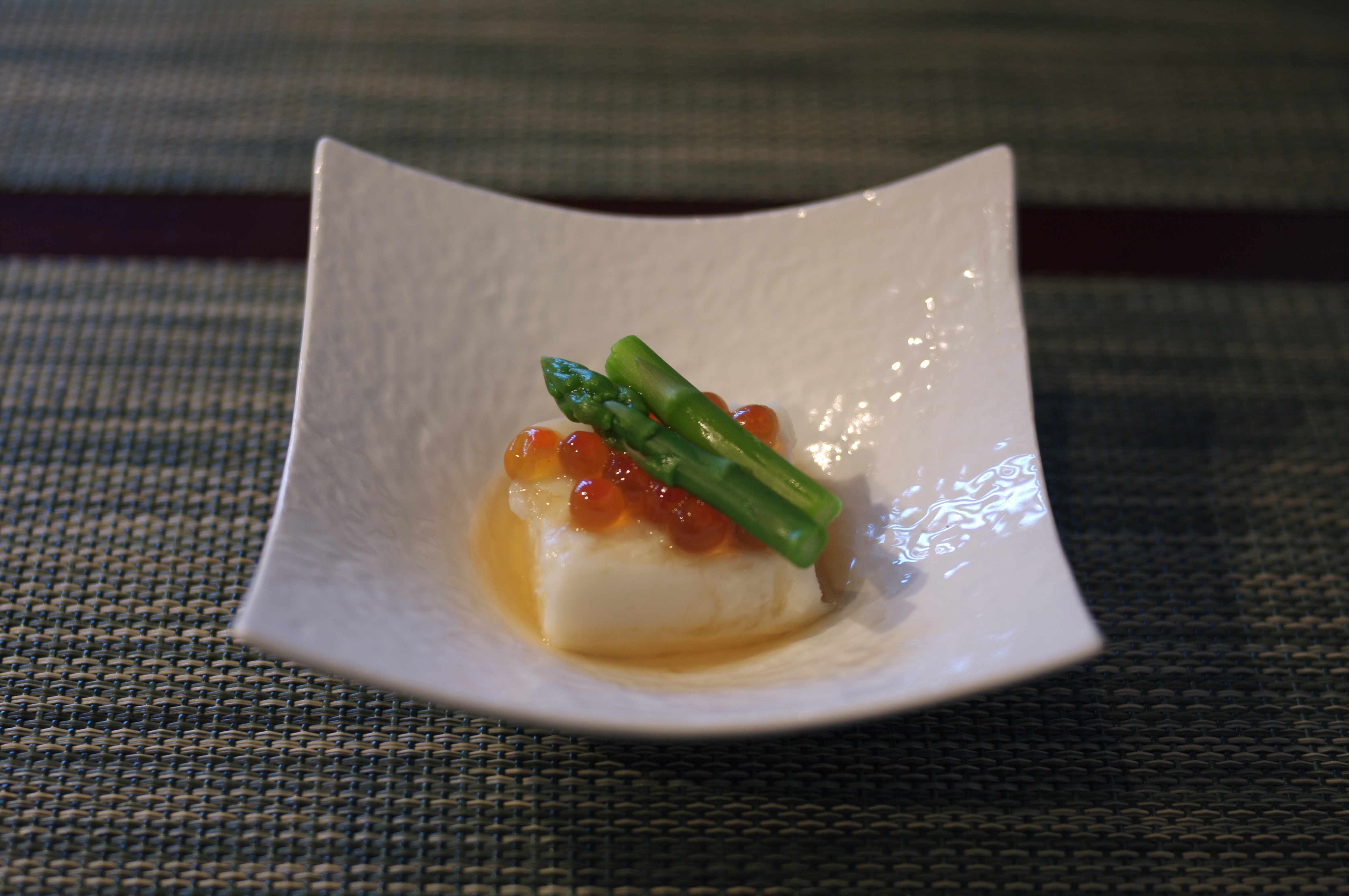
立体感のある器
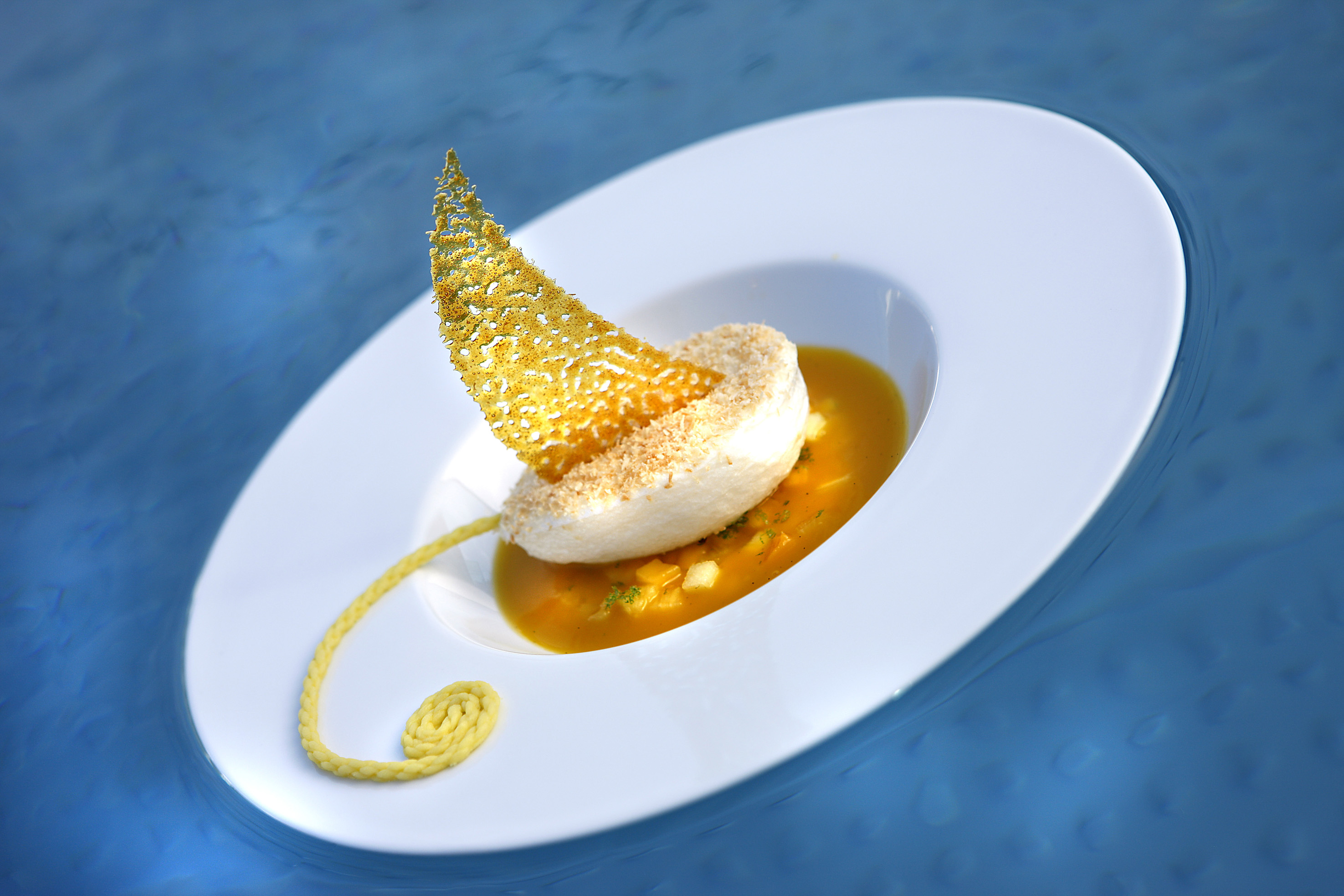
中央が窪んだ皿
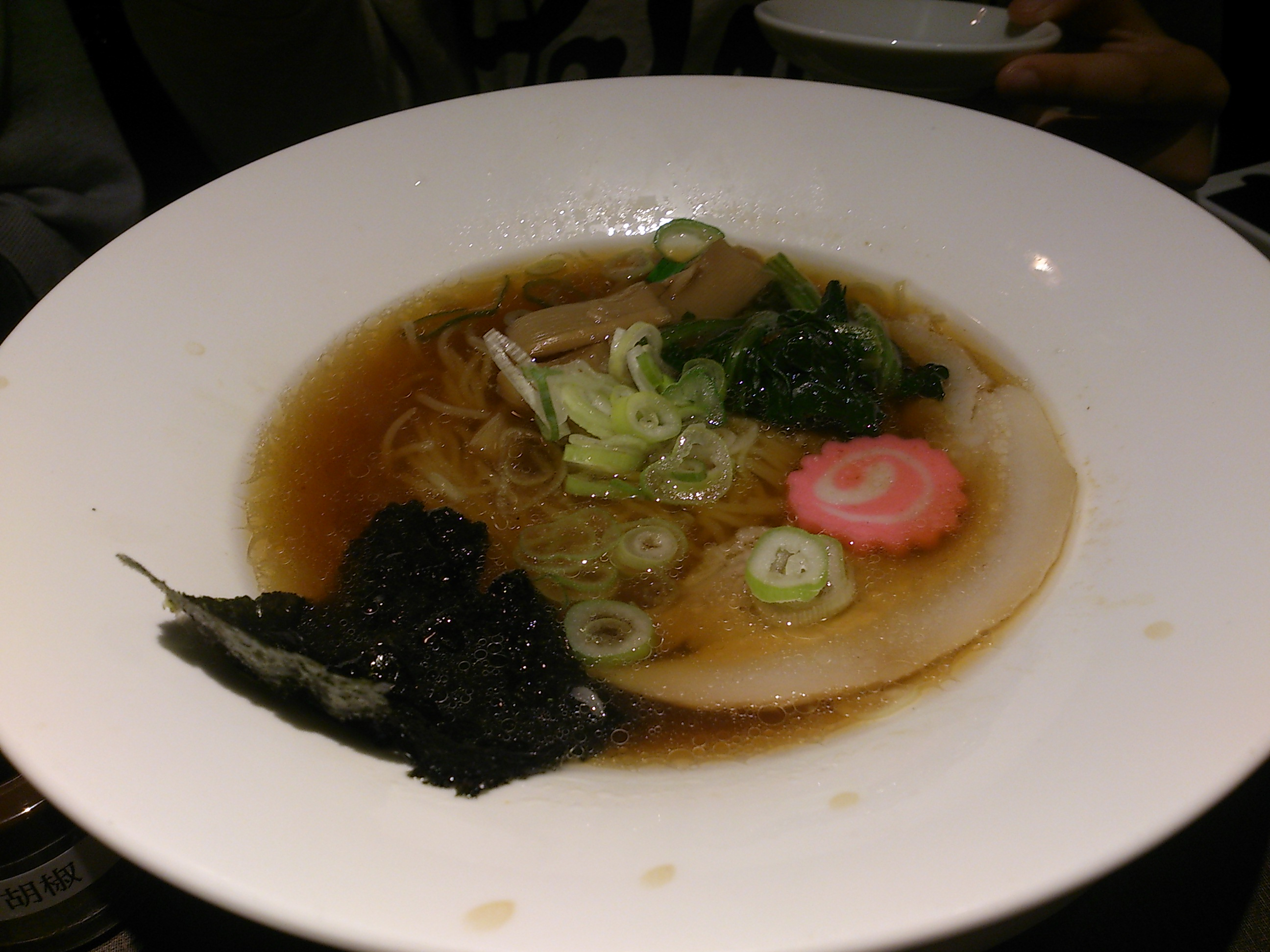
皿にラーメン
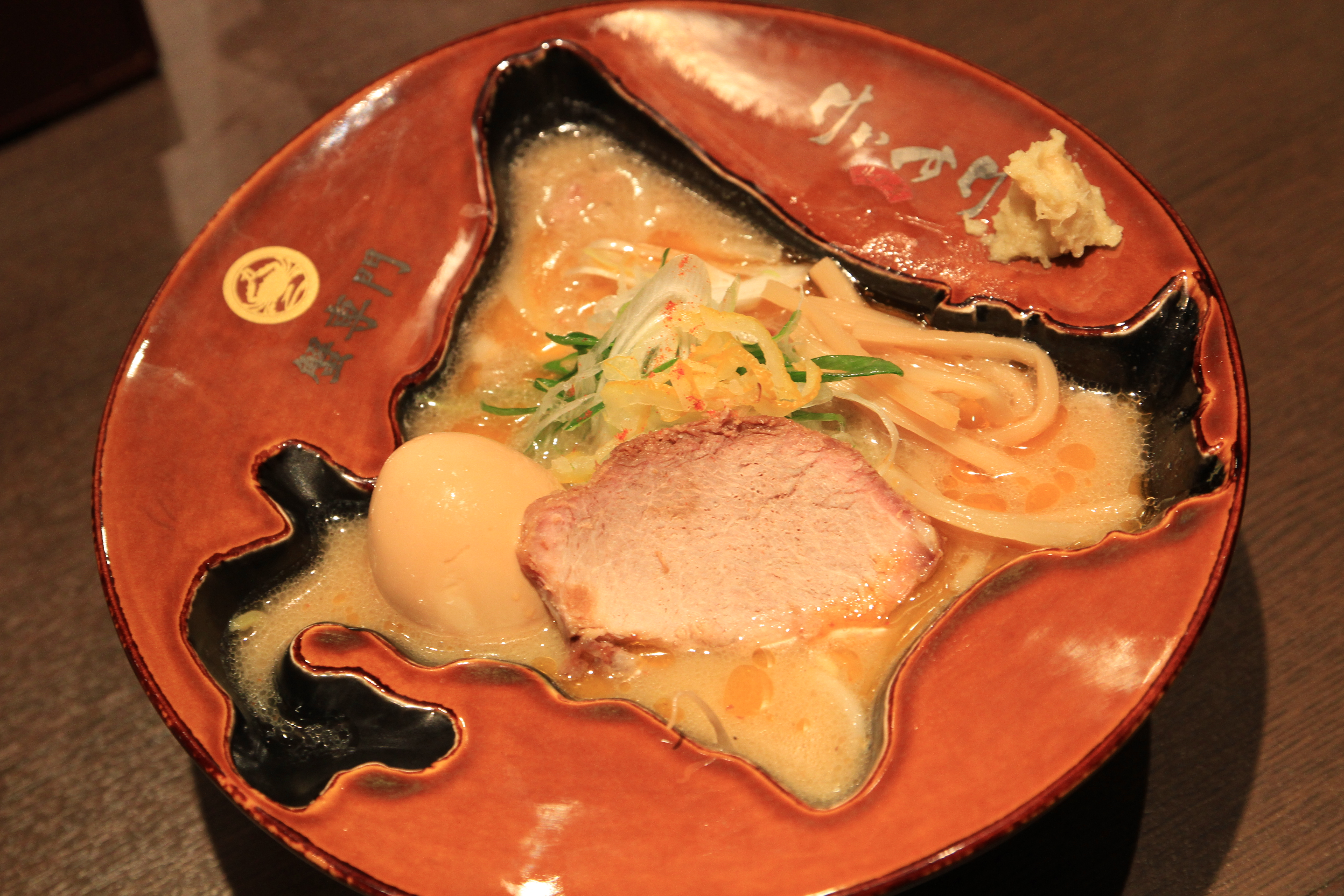
北海道をかたどった器（東京ラーメンストリートにあった「蟹専門 けいすけ 北の章」）
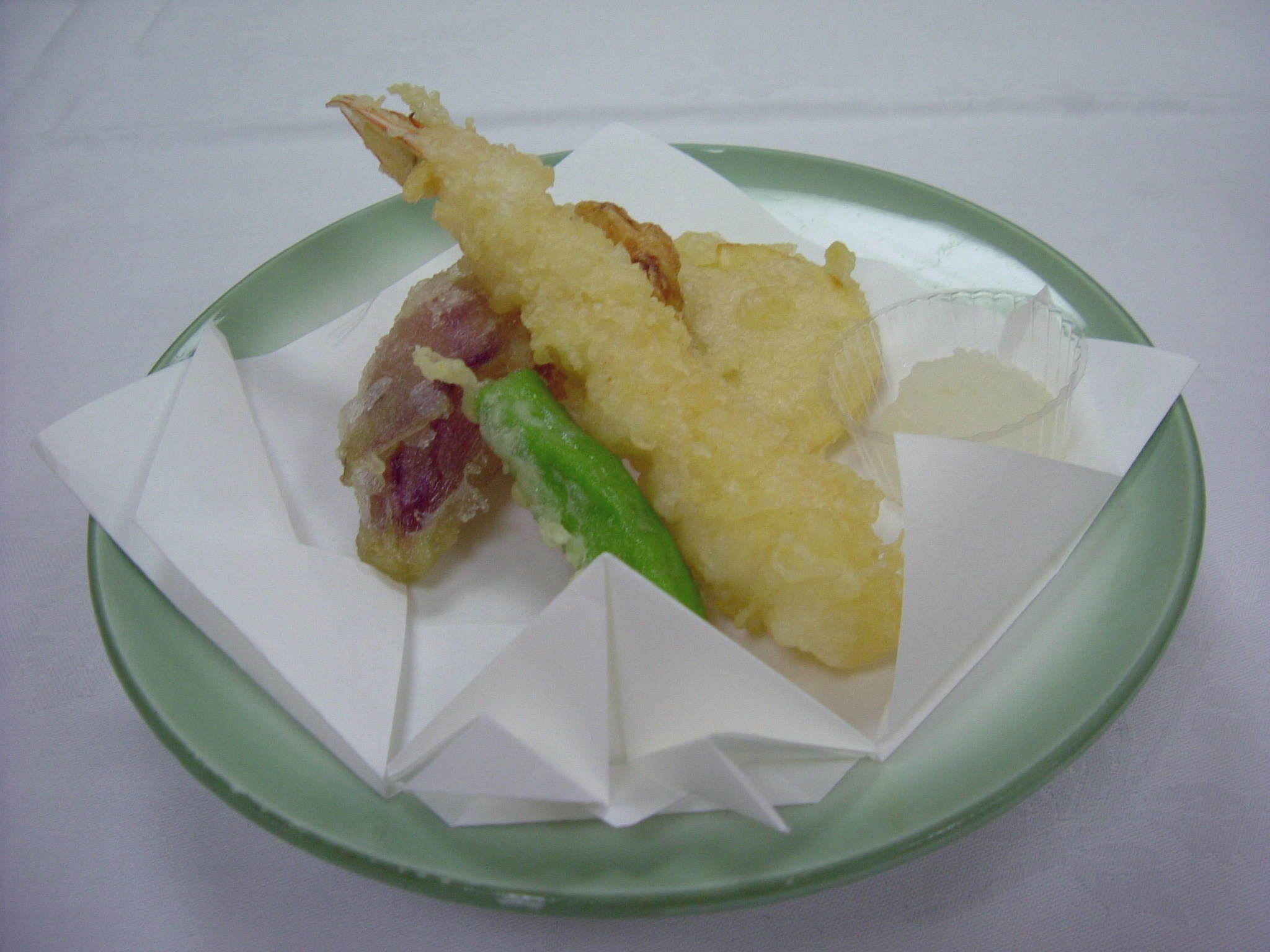
紙（会席料理の天ぷらの盛り合わせ）

ワンポイント・アクセント

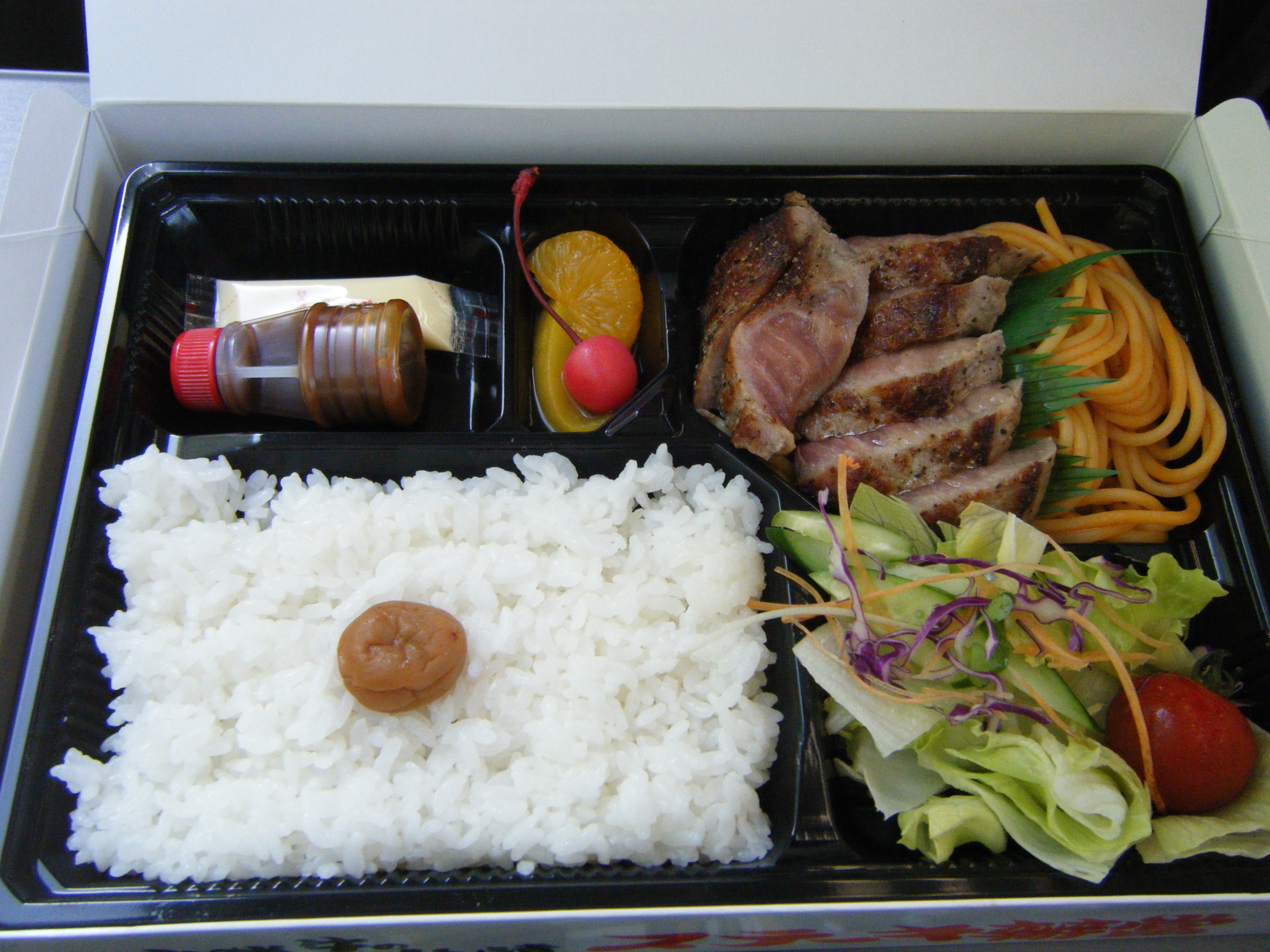
梅干し / サクランボ
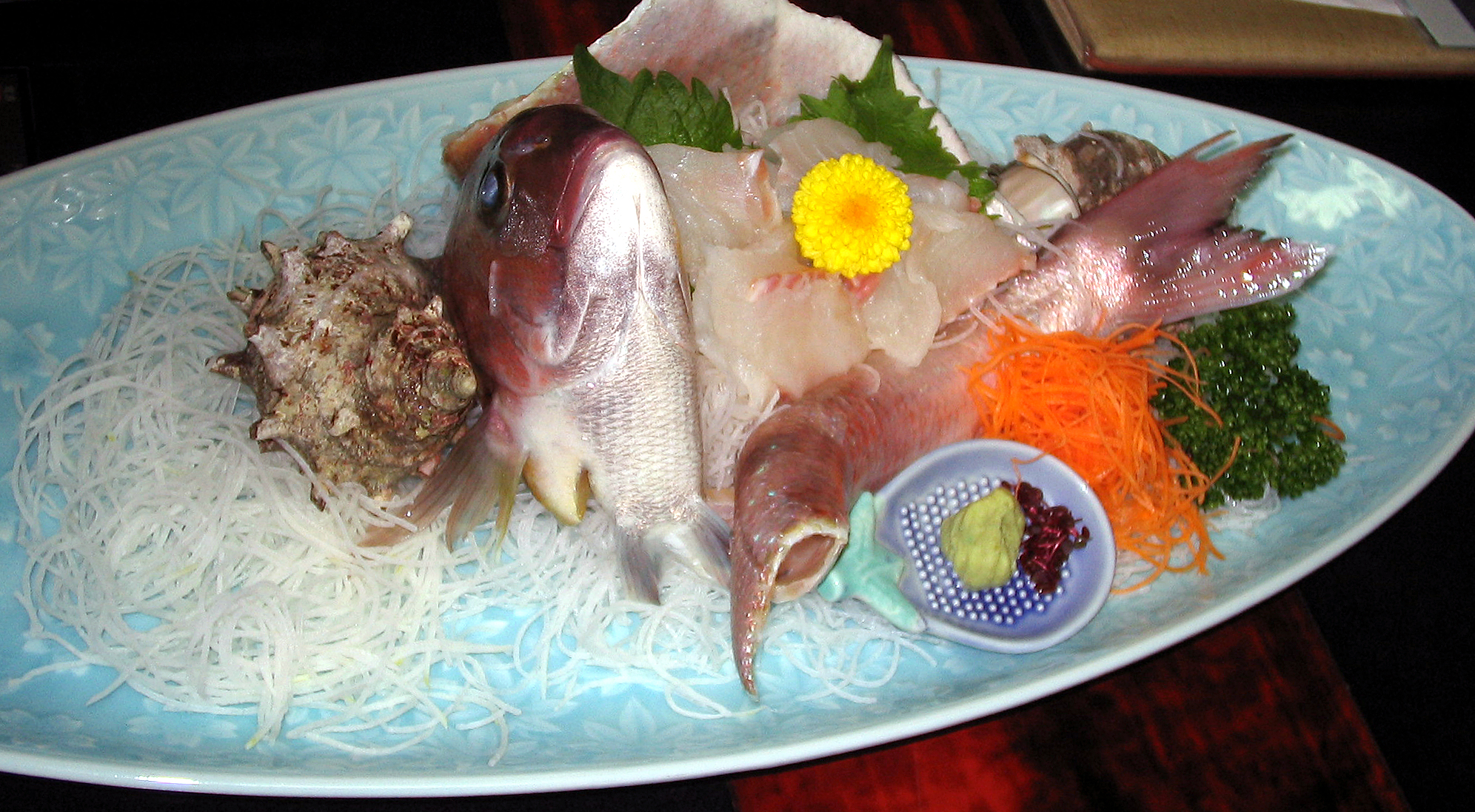
食用菊
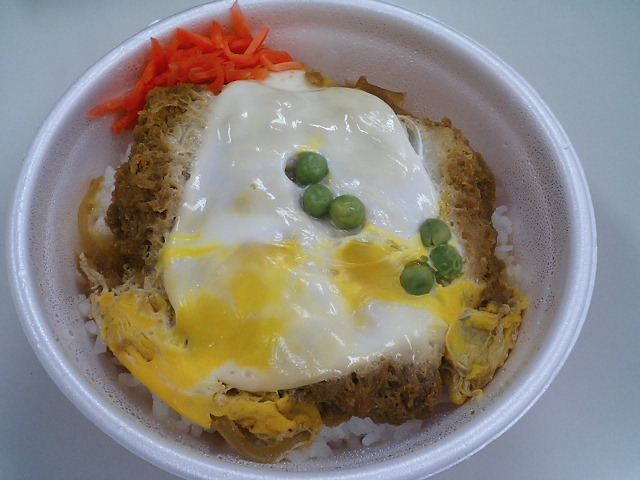
紅しょうが / グリーンピース （カツ丼）